# Baggerspecie
Baggerspecie is een ander woord voor waterbodem, met het verschil dat de originele bodem van een watergang hier niet toebehoort.
Baggerspecie ontstaat door een natuurlijk proces. Het is enerzijds een afbraakproduct van de organische componenten zoals bladval en anderzijds het verstuivende zand nabij de watergang.
Gemiddeld komt er jaarlijks een laag van circa 2 centimeter aan baggerspecie in de watergang bij. Het een en ander is afhankelijk van de nabijheid van bomen en de mogelijkheid van het verstuiven van zand en leem.
Vaak zijn in de baggerspecie bijmengingen aanwezig als stenen en zwerfafval dat naar de bodem zinkt (bijvoorbeeld blikjes, glas of zelfs fietsen). Afhankelijk van de ligging van de watergang maakt dit circa 2 tot 30% van de totale baggerspecie uit. Om te voorkomen dat de te verwerken baggerspecie grote hoeveelheden bodemvreemd materiaal bevat, is in het Besluit bodemkwaliteit hiervoor een norm opgenomen van sporadisch. In gevallen van hout- en steenachtige bijmenging is dit maximaal 20%.
Het protocol NEN 5720 geeft aan dat bij het verwijderen van specie onderzocht moet worden hoe vervuild de waterbodem is. De mate van vervuiling bepaalt de toegestane verwerkingsmogelijkheden. Voorbeelden van de verontreinigingsgraad kunnen worden aangegeven in verschillende klassen. Voor verwerking onder water geldt klasse AW2000, klasse A, klasse B of klasse NT. Voor verwerking op de kant geldt een msPAF toetsing. (msPAF = meer stoffen Potentieel Aangetaste Fractie van lagere organismen). De msPAF toets is een methode om ecologische risico’s te bepalen, waarbij rekening wordt gehouden met de milieueffecten van meerdere stoffen tegelijk. Hier komt uit of het direct op de kant verspreidt mag worden of niet.